# NGC 662
NGC 662 est une galaxie spirale située dans la constellation d'Andromède. NGC 662 a été découverte par l'astronome français Édouard Stephan en 1884.

## Caractéristiques
Sa vitesse par rapport au fond diffus cosmologique est de 5 397 ± 18 km/s, ce qui correspond à une distance de Hubble de 79,6 ± 5,6 Mpc (∼260 millions d'al).
À ce jour, neuf mesures non basées sur le décalage vers le rouge (redshift) donnent une distance de 76,189 ± 8,311 Mpc (∼248 millions d'al), ce qui est à l'intérieur des valeurs de la distance de Hubble.
NGC 662 présente une large raie HI et c'est une galaxie du champ, c'est-à-dire qu'elle n'appartient pas à un amas ou un groupe et qu'elle est donc gravitationnellement isolée.
Selon la base de données Simbad, NGC 3542 est une radiogalaxie.

## Supernova
La supernova SN 2001dn a été découverte dans NGC 662 le 14 août 2010 par l'astronome amateur britannique Tom Boles. Cette supernova était de type Ia.